# Omnivor
En omnivor er et altædende dyr, der lever af både planter og andre dyr som fødekilde. Mennesker er omnivorer fra naturens side.

## Fodnoter
1. ↑  Endsleff, Lotte; Madsen, Bent Lauge. Den Store Danske: "altædende dyr". Udgivet af Gyldendal. Sidst opdateret: 28.1.2009. – Besøgt d. 7.1.2012 (Internet)
2. ↑  Wildman, Robert E.C.; Medeiros, Denis M. (2000). "2; Food and the human body". Advanced human nutrition (engelsk). CRC Press. s. 37. ISBN 0-8493-8566-0.
3. ↑  Womack, Mari (2010). "IV Contemporary issues in health and healing". The anthropology of health and healing (engelsk). Altamira Press/Rowman & Littlefield Publishers, Inc. s. 243. ISBN 978-0-7591-1043-4.
4. ↑  Harding, Robert S.O.; Teleki, Geza (1981). "Introduction". Omnivorous primates: Gathering and hunting in human evolution (engelsk). Columbia University Press. s. 9. ISBN 0-231-04024-5.

| Dyr | Spire Denne artikel om dyr er en spire som bør udbygges. Du er velkommen til at hjælpe Wikipedia ved at udvide den. |